# (880) Herba
(880) Herba est un astéroïde de la ceinture principale, découvert le 22 juillet 1917 par l'astronome allemand Max Wolf depuis l'observatoire du Königstuhl.
Son nom est tiré d'une divinité de la mythologie grecque.